# Reflection (Fifth Harmony)
Reflection è il primo album in studio del girl group statunitense Fifth Harmony, pubblicato il 30 gennaio dalla Syco e dalla Epic Records. Dal punto di vista lirico, discute i temi dell'empowerment femminile, dell'amore e della fiducia in sé stessi e quest'album pop presenta sound synthpop, "grungy" hip hop ed R&B. Presenta collaborazioni con i rapper americani Kid Ink e Tyga e con la cantautrice americana Meghan Trainor, e con importanti produttori come Ori Kaplan, Dr. Luke e Stargate. L'album ha ricevuto recensioni generalmente positive da parte dei critici musicali, ed è stato valutato come il miglior album del 2015 da diverse riviste, tra cui Spin, Rolling Stone e Complex.
Commercialmente, l'album è entrato nella Billboard 200 alla quinta posizione con vendite di 80 000 copie. Reflection è entrata nella top 20 nel Regno Unito, dopo aver raggiunto la diciottesima posizione, nella top 10 in Paesi come Canada, Nuova Zelanda e Spagna e nella top 30 in altri dieci Paesi. Per promuovere ulteriormente l'album, il gruppo ha intrapreso il loro primo tour headliner, il Reflection Tour, visitando gli Stati Uniti, il Canada, il Messico e l'Europa. Per promuovere l'album, il gruppo ha iniziato il loro primo tour, The Reflection Tour, partito da San Francisco, per poi proseguire per altre città degli Stati Uniti, del Canada, del Messico e d'Europa.
L'album contiene i singoli multiplatino Boss, Sledgehammer e Worth It. L'album è stato certificato disco di platino dalla RIAA per aver venduto più di 1 000 000 copie negli Stati Uniti d'America.

## Antefatti e pubblicazione
Dopo essersi classificate al terzo posto nella seconda edizione del talent-show televisivo The X Factor ed aver pubblicato il loro EP di debutto Better Together, le Fifth Harmony hanno annunciato che avrebbero pubblicato un album nella primavera del 2014. Durante le fasi di votazione degli MTV Video Music Awards 2014, in cui le Fifth Harmony sono state nominate nella categoria ''artista esordiente'', è stato chiesto ai fan di votare il gruppo un certo numero di volte per poter sbloccare la copertina del disco. Il titolo e la copertina dell'album sono stati svelati sul sito ufficiale delle Fifth Harmony il 12 agosto 2014. Dopo aver ricevuto feedback negativi dai fan, il gruppo ha rivelato una nuova copertina dell'album il 23 agosto 2014. La data di uscita dell'album è stata posticipata più volte durante l'ultimo trimestre del 2014 e all'inizio del 2015, ed è stato infine pubblicato negli Stati Uniti il 30 gennaio 2015.

## Promozione
Boss è stato pubblicato come primo singolo dall'album il 7 luglio 2014 seguito il giorno seguente dal video su Vevo. La canzone ha debuttato alla posizione numero 43 della Billboard Hot 100, con 75 000 copie vendute durante la prima settimana.
Sledgehammer, il secondo singolo, è stato reso disponibile il 28 ottobre 2014, mentre il suo rispettivo video musicale è uscito il 25 novembre sul loro canale Vevo ufficiale. La canzone ha debuttato al numero 40 della Billboard Hot 100 diventando, momentaneamente, il singolo alla posizione più alta del gruppo.
Worth It, realizzato con la partecipazione di Kid Ink, è arrivato nelle radio degli Stati Uniti come terzo singolo estratto da Reflection il 3 marzo 2015 a quasi un anno di distanza dal primo singolo. La canzone ha debuttato al 12º posto della celebre classifica americana. Mentre entrambi i singoli precedenti Boss e Sledgehammer hanno ottenuto la certificazione di platino, Worth it ha ottenuto il triplo disco di platino negli States.

## Tracce
1. Top Down – 3:40
2. Boss – 2:51
3. Sledgehammer – 3:50
4. Worth It (feat. Kid Ink) – 3:44
5. This Is How We Roll – 4:32
6. Everlasting Love – 3:04
7. Like Mariah (feat. Tyga) – 3:28
8. Them Girls Be Like – 2:42
9. Reflection – 3:08
10. Suga Mama – 3:39
11. We Know – 2:57

Tracce bonus dell'edizione deluxe
1. Going Nowhere – 3:34
2. Body Rock – 4:03
3. Brave Honest Beautiful (feat. Meghan Trainor) – 3:28

## Classifiche

### Classifiche settimanali
| Classifica (2015) | Posizione massima |
| ----------------- | ----------------- |
| Australia         | 16                |
| Belgio (Fiandre)  | 53                |
| Belgio (Vallonia) | 124               |
| Canada            | 8                 |
| Finlandia         | 45                |
| Francia           | 111               |
| Giappone          | 85                |
| Irlanda           | 23                |
| Messico           | 29                |
| Norvegia          | 24                |
| Nuova Zelanda     | 8                 |
| Paesi Bassi       | 28                |
| Portogallo        | 30                |
| Regno Unito       | 18                |
| Spagna            | 9                 |
| Stati Uniti       | 5                 |
| Svezia            | 26                |
| Svizzera          | 69                |

### Classifiche di fine anno
| Classifica (2015) | Posizione |
| ----------------- | --------- |
| Stati Uniti       | 80        |